# Hans Ulrich Thormann
Hans Ulrich Thormann (* 9. Mai 1924 in Deutschland) ist/war ein deutscher Bühnenbildner, Szenenbildner (beim Fernsehen) und Filmarchitekt.

## Leben und Wirken
Thormann besuchte das Realgymnasium und erhielt noch während des Zweiten Weltkriegs seine Berufsausbildung. Darüber hinaus absolvierte er ein Hochschulstudium und arbeitete zunächst als Bühnenbildner-Volontär. Seine erste Tätigkeit war die eines Bühnenbildnerassistenten an der Städtischen Oper Berlin, er assistierte aber auch Filmarchitekten. Seit den 1950er Jahren wirkte Thormann in seiner damaligen Wahlheimat Berlin vor allem als Bühnenbildner an der Komödie, aber auch an anderen Spielstätten wie dem Hebbel-Theater und dem Berliner Theater. Zeitgleich wurde er ab Mitte desselben Jahrzehnts überdies für das aufkommende bundesdeutsche Fernsehen verpflichtet. 1970 gestaltete er zum Beispiel auch die Bauten zu der ersten Tatort-Folge Taxi nach Leipzig.
In seiner jahrzehntelangen Karriere arbeitete Hans Ulrich Thormann mit einer Fülle führender Regisseure von Film und Fernsehen zusammen, darunter Hans Deppe, Alexander Arnz, Wolfgang Becker, Eberhard Fechner, Günter Gräwert, Rolf Hädrich, Rudolf Jugert, Eberhard Itzenplitz, Hermann Leitner, Georg Marischka, Harald Philipp, Erik Ode, Michael Pfleghar, Pit Weyrich, Franz Peter Wirth, Wolfgang Schleif, Carl-Heinz Schroth, Tom Toelle, Dieter Pröttel, Ottokar Runze, Peter Schulze-Rohr, Leonard Steckel, Georg Tressler, Dieter Wedel, Eugen York und Wolfgang Spier. Sein Spezialgebiet wurden historische Stoffe, Thormann stattete aber auch mehrmals Unterhaltungsshows aus. Nach eigenem Bekunden will der in späteren Jahren vor allem in Hamburg aber auch in München ansässige Thormann über 160 Theaterausstattungen und über 200 Film- und Fernsehdekorationen geschaffen haben. Mit 70 Jahren zog sich Hans Ulrich Thormann ins Privatleben zurück.

## Filmografie (kleine Auswahl)
Beim Fernsehen, wenn nicht anders angegeben:
- 1956: Of und der Mond
- 1957: Mitternacht
- 1958: Ein weißer Elefant
- 1959: Ein klarer Fall
- 1959: Der Schuster von Palermo
- 1959: Der Nobelpreis
- 1960: Der Prozeß Mary Dugan
- 1960: Zwei alte Damen feuern
- 1961: Die Geburtstagsfeier
- 1962: Der Hausmeister
- 1963: Tobins Handlinien
- 1963: Treffpunkt Telebar
- 1964: Der Doktor
- 1964: Man müßte Klavier spielen können
- 1965: Immer und noch ein Tag
- 1965: Hofkonzert im Hinterhaus
- 1966: Wie lernt man reisen?
- 1966: Weiß gibt auf
- 1967: Schön ist die Abendstunde
- 1968: Tod für bunte Laternen
- 1969. Die Kuba-Krise 1962
- 1969: Die Vier von der Klangstelle
- 1969: Asternplatz 10 Uhr 6
- 1970: Miss Molly Mill (Serie)
- 1970: Der Polizeiminister
- 1970: Taxi nach Leipzig
- 1971: Männer aus zweiter Hand
- 1971: Kein Geldschrank geht von selber auf – Die Eddie-Chapman-Story
- 1971: Nicht Lob – noch Furcht. Graf Galen, Bischof von Münster
- 1972: Tatort: Ein ganz gewöhnlicher Mord
- 1972–74: Der Fall von nebenan (Serie)
- 1973: Kinderheim Sasener Chaussee
- 1973: Eine geschiedene Frau (Serie)
- 1975: Verlorenes Leben (Kinofilm)
- 1975: Hans und Heinz Kirch
- 1976: Erika
- 1977: Ein Tisch zu viert
- 1978: Geschichten aus der Zukunft (Serie, eine Folge)
- 1979: Ein Kapitel für sich
- 1980: Die Paulskirche
- 1981: Vor den Vätern sterben die Söhne
- 1982: Jeden Mittwoch
- 1982: Die Gartenlaube
- 1982: Ein Winter auf Mallorca
- 1983: Das Gesicht auf der Wand
- 1983: Geheimsender 1212
- 1983: Frohe Ostern
- 1984: Der Tod aus dem Computer
- 1985: Zwischen den Zeiten
- 1985: Theaterblut
- 1987: Frühling im September
- 1992: Die Männer vom K3 (Serie, eine Folge)
- 1993: Dynamit und Pusteblumen
- 1994: Großwildjagd

## Einzelnachweis
1. ↑  Hans Ulrich Thormann in den Akten der Reichskulturkammer

| Personendaten    | Personendaten                       |
| ---------------- | ----------------------------------- |
| NAME             | Thormann, Hans Ulrich               |
| KURZBESCHREIBUNG | deutscher Bühnen- und Szenenbildner |
| GEBURTSDATUM     | 9. Mai 1924                         |
| GEBURTSORT       | Deutschland                         |
| STERBEDATUM      | nach 1994                           |